# Roelof Stoetzer
Roelof Stoetzer (Alphen aan den Rijn, 11 augustus 1997) is een Nederlands sporter. Sinds 2018 komt hij uit voor het Nationaal Team Lifesaving Senioren.
Stoetzer behaalde zijn Bachelor of Science in 2018 aan de De Haagse Hogeschool.

## Gewonnen prijzen als zwemmer
| Jaar | Evenement                      | Prijzen                                                                    |
| ---- | ------------------------------ | -------------------------------------------------------------------------- |
| 2018 | Lifesaving World Championships | Beach Relay (met Robert Hendriks, Alwin Hillebrink en Melvin van der Meij) |
| 2021 | NK Lifesaving Teams            | Line Throw (met Barry Hazenoot)                                            |